# Le Poher
Ne doit pas être confondu avec Poher.
Pour les articles homonymes, voir Poher (homonymie).
Le Poher, initialement intitulé Poher Hebdo, est un hebdomadaire du centre de la Bretagne. Installé à Carhaix, il s'agit d'un journal de proximité, défendant les valeurs d'un territoire essentiellement rural situé sur trois départements. Son jour de parution est le mercredi.

## Historique
Poher Hebdo a été créé en 1996 par Christian Troadec et le militant indépendantiste Charlie Grall (condamné pour sa participation à des attentats terroristes pour le FLB). Il se vend alors chaque jeudi à 10 000 exemplaires. Il a été racheté par Le Groupe Télégramme en 1999. Il prit le nom de Le Poher par la suite. Il fut à nouveau racheté par Christian Troadec en 2018. En mars 2020, c'est le journaliste Erwan Chartier qui a racheté le titre. Il en est le gérant, le directeur de publication et le rédacteur en chef. Faustine Sternberg est la cheffe d'édition. Il s'agit de l'un des derniers hebdomadaires d'informations générales indépendants du groupe Publihebdos en Bretagne. 
L'hebdomadaire est victime, en 2023, de menaces de l'extrême droite, ; plusieurs de ses journalistes sont harcelés (insultes, diffamation, menaces de mort) pour avoir couvert des débats autour d'un projet d’hébergement de réfugiés à Callac.

## Diffusion
Le Poher est présent sur les trois départements de la pointe de Bretagne. Il couvre ainsi les cantons de Châteauneuf-du-Faou, du Faouët, de Carhaix, de Maël-Carhaix, de Callac, de Saint-Nicolas-du-Pelem, de Rostrenen, de Corlay, de Gouarec, d'Huelgoat, de Pleyben, de Gourin et de Scaër. 
Ce territoire correspond au pays du centre ouest Bretagne (pays Cob), qui couvre une grande partie de la haute Cornouaille historique.